# Woodrow Wilson da Matta e Silva
Woodrow Wilson da Matta e Silva (Garanhuns, 28 de julho de 1916 — Rio de Janeiro, 17 de abril de 1988) foi um umbandista brasileiro, fundador da Tenda de Umbanda Oriental, fixada na Terra da Pedra da Cruz – distrito de Itacuruçá (Rio de Janeiro), a qual veio a tornar-se a primeira Escola Iniciática de Umbanda Esotérica do Brasil.
Durante sua vida escreveu diversas obras mediúnicas de caráter doutrinário a respeito do que ele mesmo gostava de denominar como Umbanda Esotérica. Seus livros expunham conceitos hermenêuticos e filosófico-científicos sobre sua religião, incluindo críticas ao movimento Umbandista de sua época. Opunha-se a rituais de "magia negra" com animais, bebidas alcoólicas em excesso nos terreiros, práticas diversas de dirigentes e pais de santo, rejeitando a falta de metodologia do movimento Umbandista. Mostrava em suas obras os bastidores dos terreiros e dos portentosos "médiuns magistas" que figuravam na religião, mesmo não sendo esse o seu principal objetivo ao escrever os livros. Classificava a Umbanda em três classes, divididas de acordo com a composição e atividades dos terreiros.

## Biografia
Em 1921, aos 5 anos de idade, mudou-se com a família para o estado brasileiro do Rio de Janeiro.
Aos 9 anos de idade no ano de 1925 ocorreram suas primeiras experiências mediúnicas, através de visões de Entidades, as quais ele não compreendia. Nenhum ensinamento de cunho religioso havia sido lhe ensinado, até então, pois os pais não seguiam nenhuma religião. Aos 15 anos de idade, residindo na rua Teixeira da Costa (Vaz Lobo), centro do Rio, e trabalhando como auxiliar em um jornal no Rio de Janeiro, começam as primeiras manifestações do preto-velho "Pai Cândido", assim algum tempo depois iniciou as sessões mediúnicas em noites de quinta-feira, atendendo o público através da incorporação do preto-velho, na república onde morava. Com a chegada dessa Entidade, os fenômenos e visões desapareceram.
Em 1933, aos 17 anos de idade, iniciou sua busca por um local para o desenvolvimento de seu trabalho mediúnico, passando a visitar diversos terreiros de Umbanda.
Matta e Silva relata à página 14 de sua sétima obra "Umbanda e o Poder da Mediunidade":
"Sempre tive uma tendência irrefreável, desde muito jovem, 16, 17 anos de idade, que me impulsionava a ver as chamadas "macumbas cariocas". Claro está que não estava ainda conscientizado do "por que" de semelhantes impulsos (se bem que, desde 9 anos de idade éramos acometidos por fenômenos de ordem espírito-mediúnicos e aos 16 anos já acontecia a manifestação espontânea de nosso "preto-velho", que baixava num quarto onde morávamos, na Rua do Costa..."
Aos 21 anos de idade, no ano de 1937, foi morar no bairro carioca da Pavuna onde montou seu primeiro terreiro (pequenino como sempre). A partir de 1954, agora "Pai Guiné" começa a direcionar sua vida mediúnica. Nessa época, recebe desse “Preto-velho” a mensagem/prédica “Sete Lágrimas de Pai Preto”, que seria um dos marcos da renovação da Doutrina Umbandista. Esta prédica mostrava a realidade do dia-a-dia de um terreiro e as diferentes consciências que a ele vão, em busca de auxilio espiritual.
Nesse ano passou a escrever para o Jornal de Umbanda (já citado anteriormente) localizado à Rua Acre, 47 – 6º andar – sala 608, diversos artigos como por exemplo: A LEI DENTRO DA UMBANDA, A MAGIA NA UMBANDA, A PONTA DO VÉU, A YOXANAN, AOS APARELHOS UMBANDISTAS, APARELHOS UMBANDISTAS... ALERTA!, AS SETE LÁGRIMAS... DE PAI-PRETO, INVOCAÇÃO DE UMBANDA...
Durante esse tempo teve várias visões mediúnicas (transes) na qual via um Velho Payé que folheava um grande livro e junto dele um Colegiado de Mentores Espirituais pleiteando que o momento de começar a escrever obras doutrinárias estava próximo. Enfim, no ano de 1956 é trazida a público a obra intitulada Umbanda De Todos Nós (A lei revelada) causando um tremendo alvoroço no meio Umbandista.
"Umbanda de Todos Nós" foi lançada em edição paga pelo próprio autor, através da Gráfica e Editora Esperanto, a qual se situava na época, à Rua General Argolo, 130, Rio de Janeiro. A primeira edição saiu com 3.5000 exemplares e rapidamente se esgotou. A partir da segunda edição a obra foi lançada pela Livraria Freitas Bastos.
Em 1957, ainda pela Editora Esperanto, publica sua outra obra intitulada Umbanda Sua Eterna Doutrina, com 200 páginas, trazendo diversos mapas explicativos e conceitos esotéricos pouco divulgados. No mesmo ano, encerra as atividades públicas da Tenda Umbandista Oriental, conforme o relato do mesmo na página 12 do livro Umbanda De Todos Nós.
Em 2 de abril de 1958 o espirito de um preto-velho que se identificava com o nome de "Pai Guiné de Angola" desce na Gira de Umbanda pela primeira vez para auxiliar o anterior Guia Espiritual de Matta e Silva, "Pai Cândido", e assume a partir daí, a responsabilidade de sua mediunidade.  Na mesma época, risca seu famoso ponto com suas Ordens e Direitos de Trabalho. (retirado do livro Umbanda de Todos Nós -1960, 2ª edição – pag.7)
No mês de abril do ano de 1961 lança sua terceira obra intitulada Lições de Umbanda (e Quimbanda) na Palavra de um Preto Velho, livro com 170 páginas e diversos quadros ilustrativos, obra muito bem recebida, que apresenta o diálogo entre um discípulo de nome Cícero com um Preto-Velho.
Em 1962 publica mais uma obra intitulada Mistérios e Práticas da Lei de Umbanda com 210 páginas, obra que aprofunda os conceitos com relação à Mediunidade, Magia e Oferendas, em linguagem simples e acessível.
No mês de junho do frutífero ano de 1964 lança sua quinta obra intitulada Segredos da Magia de Umbanda e Quimbanda. Obra ilustrada com 158 páginas e diversos desenhos de pontos riscados. Faz uma abordagem de forma prática de alguns rituais da Magia de Umbanda. Emenda no mesmo ano de 1964 o lançamento de sua outra obra intitulada Umbanda e o Poder da Mediunidade onde explica, em suas 160 páginas, a necessidade da restauração da Umbanda no Brasil, mostrando suas verdadeiras origens. Aborda ainda, aspectos importantes da Magia.
Prontamente no ano de 1966 depois de grandes serviços prestados a coletividade Umbandista, tanto por suas obras elucidativas quanto pelos incessantes trabalhos em seu terreiro, já era tido como um renomado escritor, mas ainda não se dando por satisfeito, se permite e através de vários transes mediúnicos dá inicio a obra que mostraria uma nova visão da Umbanda aos seus leitores, sob a orientação de uma corrente astral liderada por uma Entidade que se identificou como "Caboclo Velho Payé". Todavia, devido a sua resistência às revelações que recebia do astral, pela profundidade das informações a respeito da doutrina interna da Umbanda, passou mais de um ano recebendo projeções elucidativas de Mentores astrais sobre tais assuntos, através de imagens e quadros explicativos em seu campo mental, além das informações por via intuitiva.
No mês de abril do ano de 1967 publica finalmente a tão aguardada obra intitulada Doutrina Secreta da Umbanda. Com 204 páginas, essa obra veio complementar e ampliar os conceitos tratados em seu outro livro “Umbanda Sua Eterna Doutrina”.
Neste mesmo ano adquire um terreno baldio contíguo à sua residência, para instalação definitiva da "Tenda de Umbanda Oriental" que a maioria de seus "filhos-de-fé" posteriores frequentaram entre os anos de 1967 à 1988, e sobre o qual hoje tanto se fala.
Após muito trabalho em seu novo terreiro, consegue arrumar tempo no meio de sua atribulada rotina para mais uma produção literária, essa, como o próprio autor se referia, uma obra de fôlego. No mês de janeiro do ano de 1969 vem à tona o seu mais novo lançamento intitulado “Umbanda do Brasil” livro que sintetizava os sete anteriores. Com 368 páginas a obra esgotou seis meses após o lançamento.
Chega o ano de 1970 e com ele o último livro de Matta e Silva é publicado. A obra intitulada Macumbas e Candomblés na Umbanda foi publicada com 196 páginas e dezenas de fotografias onde se fez o registro das vivências místicas e ritualísticas dos Cultos Afro-Brasileiros.
Neste mesmo ano, Matta e Silva passa a residir em Volta Redonda, viajando para o Rio de Janeiro às quintas-feiras, sextas ou aos sábados, conforme seus compromissos.
Em 1977 é convidado por Rogério Sganzerla (o mesmo produtor do filme “O Bandido da Luz Vermelha”) a participar de um curta metragem, com o título de Ritos Populares – Umbanda no Brasil, exibido anos depois no "23º Festival de Cinema de Turim - Tribute to Rogério Sganzerla", na Itália, em 2005 e na Mostra Cinema do Caos CCBB, no Rio de Janeiro, também em 2005. Em junho de 2010, o Itaú Cultural em São Paulo exibiu o documentário na mostra "Ocupação Rogério Sganzerla", com curadoria do cineasta e documentarista Joel Pizzini.
A produção tem 18 minutos de duração e sua consecução durou 9 anos de 1977 a 1986.
O documentário registra o depoimento de Matta e Silva, em passeios pelas ruas do Rio de Janeiro, onde narra sua própria trajetória e a criação da Umbanda Esotérica, alternando com cenas de transe e de rituais filmados na mata e na "Tenda de Umbanda Oriental", em Itacuruçá. Mostra também o Mestre com suas obras na Livraria Freitas Bastos, no Rio de Janeiro.
Dando continuidade aos seus trabalhos, Matta E Silva resolve no ano de 1984 voltar a morar em Itacuruçá.

## O Terreiro
A "Tenda de Umbanda Oriental" (TUO) existiu durante, aproximadamente, 40 anos. De 1938 a 1957 na Rua Afonso Terra nº 1191 no Bairro da Pavuna e depois de reaberto em 1967 na cidade de Itacuruçá, no Estado do Rio de Janeiro, funcionou até o ano de 1988.
O terreiro de Itacuruçá tinha uma construção simples e humilde, em um prédio de 50m². A área reservada aos rituais tinha o piso de areia e a área reservada aos consulentes tinha alguns poucos bancos.

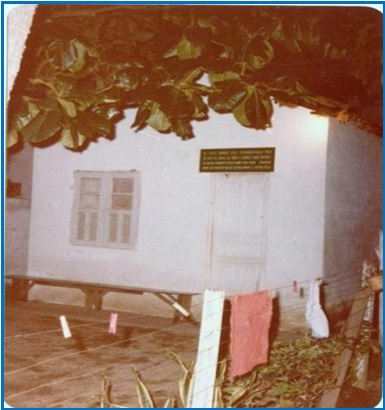
T.U.O. - Itacuruçá, RJ.

Segundo relatos de seu discípulo e iniciado "Ivan Horácio da Costa", o "Mestre Itaoman", o mais antigo Mestre de Iniciação da TUO, o terreiro era localizado na Rua Boa vista, 117 no bairro Brasilinha, em Itacuruçá, Rio de Janeiro e o descreve da seguinte maneira:
"Nessa casa, no último pequeno aposento dos fundos, plantou o Axé da 2ª etapa da T.U.O., firmado numa "Otá" (pedra alongada de cachoeira), fincada à meia altura da parede, sobre a qual repousava a estátua de São Miguel, pois naquela época, ainda se orava a São Miguel e não a Micael, o Arcanjo e ainda se "batia" um pouquinho de "atabaque", vez por outra, coisa pouca!  Tão pequeno era o espaço físico disponível naquele aposento que se abria para a imensidão do Astral Superior e para a Ancestralidade da Umbanda!"
O terreiro de "Pai Guiné" estava sempre lotado. No início era frequentado apenas pelo povo simples e humilde da região. Muitos recorriam ao atendimento terapêutico de Matta e Silva pela falta de médicos na região, e este ministrava medicamentos da flora local e muitas vezes comprava com seus próprios recursos medicamentos alopáticos, doando aos necessitados.
Além de "Pai Guiné de Angola" e de seu mentor espiritual Yapacani, Matta e Silva era assistido por outras Entidades Espirituais, como o "Caboclo Juremá", "Caboclo Pedra Preta", "Caboclo Ogum de Lei", "Caboclo Guaracy", "Pai Chico", "Pai Mané Carrero", "Zé Pretinho", "Zambetinha", "Exu Senhor das Sete Encruzilhadas" e a "Pomba Gira Sialú".
Durante a divulgação de seus livros e no decorrer dos anos subsequentes, muitos foram os Umbandistas que para lá se dirigiam, assim como alguns Chefes de Terreiro de várias partes do Brasil, que lá iam em busca de ajuda ou de uma filiação espiritual que legitimasse a sua própria Entidade.
Depois da morte de Matta e Silva, seus últimos herdeiros físicos desfizeram-se da propriedade do terreno e do Santuário de Umbanda Esotérica, a pedido do mesmo.

## Obras

### Umbanda de todos nós(1956)[7]
Obra considerada como a "Bíblia" da Umbanda, apresenta antigos fundamentos filosóficos, científicos e religiosos, ensinamentos transcendentais e avançados, além de inúmeras ilustrações de mapas, desenhos ritualísticos, clichês na "Grafia dos Orixás" e dezenas de gravuras diversas. 
A respeito desta obra, Matta e Silva nos fala, nas primeiras páginas deste livro:
"(...) a dissertação deste livro não é sobre os “galhos de uma árvore e suas ramificações”. Outros já o fizeram e muito bem. Escreveremos sobre sua Raiz. Falaremos, não das “águas do rio que correm em seu leito”, mas que, por aqui e por ali, se bifurcaram, gerando canais, lagoas, pântanos, sofrendo a influência da “terra” em que estas águas, através de enormes distâncias, vão penetrando, entre barro, areia, lama, tomando até o gosto e a turvação destes...
Dissertaremos a respeito da “água deste rio” em sua Fonte Original, isto é, onde é encontrada naquele estado imediato, em sua pureza, enfim, da água cristalina – ou seja ainda, da água da fonte que não levou preparos químicos, não passou pelos encanamentos, não tomou contato com a “ferrugem”, que não precisa ser filtrada para uso."
Nesta obra encontramos a verdadeira definição do que seja Umbanda, em seus mais puros conceitos; aponta quais são as sete Vibrações Espirituais e quem são os verdadeiros Exus. Define o que vêm a ser a mediunidade na Lei de Umbanda e as três formas de apresentação dos espíritos na Umbanda. Explica os fundamentos sobre ritual, banhos de ervas e defumadores, guias, sinais riscados e muitos outros assuntos de relevância para a prática e vivência na Umbanda.
Embora tenha contentado a milhares de adeptos, encontrou oposição em outros - uns porque não conseguiram alcançar pela pouca cultura ou pelo entendimento viciado e muitos outros por terem encontrado ali tudo que contrariava seus mesquinhos interesses; e passaram a combatê-la e sabotá-la, proibindo a leitura aos médiuns de seus templos. De qualquer forma, acabaram por chamar mais a atenção sobre o livro do que a maior propaganda que pudesse ter sido feita. Assim é que, a meta visada pelo autor, foi atingida.

### Umbanda: sua eterna doutrina(1957)[8]
Por intermédio da Gráfica e Editora Esperanto publicou Umbanda: Sua Eterna Doutrina, obra exclusivamente de caráter iniciático, que ressalta o aspecto interno – oculto ou esotérico – da Lei de Umbanda.
Os tópicos do livro incluem o "Reino Virginal", as causas da chamada “Queda dos Anjos”, "Hierarquias Superiores Constituídas", e os "Postulados da Corrente Astral de Umbanda".
"Umbanda sua Eterna Doutrina" teve sua 4º e última edição pela Livraria Freitas Bastos em 1985, sendo relançada 13 anos depois, pela Editora Ícone em 1998.

### Lições de Umbanda e Quimbanda na palavra de um Preto Velho(1961)[4]
Creditado ao espírito Pai-Guiné, foi um livro de caráter introdutório, a fim de que os estudiosos pudessem alcançar melhor os ensinamentos contidos nas outras duas obras anteriores, continha revelações inéditas,  capacitando o leitor a compreender bem o "Movimento de Umbanda", quer pelos seus verdadeiros aspectos, quer pelos aspectos negativos que infiltraram.
Essa obra descreve as "Sete Linhas de Força Espiritual", os "Sete Veículos do Espírito" e os "Sete Núcleos Vitais". Discute  conceitos sobre mediunidade, selo mediúnico, guias e pontos cantados, Alta Magia na Umbanda, chaves de identificação astrológica oculta, banhos de ervas, defumadores, uso de velas e lamparinas, "Lei de Pemba", segredos da "Quimbanda" e dos "Exus", entre outros assuntos.
Este livro é apresentado em forma de diálogo entre um "filho-de-fé" identificado como Cícero e um espírito amigo, chamado de "Preto-Velho".

### Mistérios e práticas da lei de Umbanda(1962)[9]
Após observar e meditar sobre o cenário do movimento Umbandista, Matta e Silva percebeu que ainda imperava de um lado muita confusão, ignorância, mistificação, exploração e de outro a ingenuidade da massa humana que se precipitava pelos terreiros. Constatou ainda que na maioria dos terreiros o que mais confundia era, principalmente, o que está relacionado com a prática da Mediunidade, Magia e oferendas.
Assim é que com essa obra, se propôs a elucidar ao máximo do que fosse possível e ordenado, nas questões relacionadas com os três citados aspectos, e outros mais.
Em "Mistérios e Práticas da Lei de Umbanda", Matta e Silva apresenta a formação das raízes históricas da Umbanda; adentra no âmbito da mediunidade, discorrendo sobre sinais indicadores nas mãos; se aprofunda na magia positiva em seus diversos aspectos e trata dos elementos e sinais riscados para as oferendas das verdadeiras Entidades de Umbanda. Matta também escreve sobre diversos "Pontos Cantados" e seus valores mágicos, citando suas Entidades da "Corrente Astral de Umbanda".

### Segredos da magia de Umbanda e Quimbanda(1964)[10]
Obra de cunho prático, "Segredos da Magia de Umbanda e Quimbanda" trata de magia e seus aspectos positivos, para defesa de forças antagônicas, abordando conhecimentos ditos como das ciências ocultas.
Assuntos com os quais nos deparamos cotidianamente dentro das práticas umbandistas, tais como: mediunidade, magia branca e magia negra, assentamento de congá, cruzamento de terreiro, preparo de amacy, utilização das flores, lamparinas e cores na magia de Umbanda, uso terapêutico e mágico dos defumadores, imantação das pembas, encruzilhadas de ruas, cemitérios, e muitos outros, são desenvolvidos de uma forma ampla e ao mesmo tempo de fácil entendimento.

### Umbanda e o poder da mediunidade(1964)[11]
Em sua sétima obra "Umbanda e o Poder da Mediunidade" o mestre aborda aspectos importantes sobre as origens da Umbanda do Brasil. Adentra a parte doutrinária tratando com muita propriedade de assuntos como mediunidade, magia sexual, lei de salva, lei de pemba, elementares, etc.
Há também explanações sobre o "Reino Virginal", "Confraria dos Espíritos Ancestrais", "Corrente Astral de Umbanda", "Governo Oculto do Mundo" e "Cabala". O livro descreve ainda as zonas inferiores do baixo astral e a atuação dos magos negros, ilustrando esses aspectos relacionados com o astral inferior com diversos relatos de experiências do autor.

### Doutrina secreta da Umbanda(1967)[12]
Segundo Matta e Silva, essa obra foi produto de fatores mediúnicos. A corrente astral que o assistiu na elaboração da obra era liderada por uma Entidade que se apresentava na clarividência sob a forma de um velho índio, paramentado como se fosse um velho Pajé da antiguidade e que se identificou como "Caboclo Velho Payé".
Considerado um tratado filosófico profundo e conciso, o livro "Doutrina Secreta da Umbanda", veio definir de forma mais clara e objetiva os postulados da "Corrente Astral de Umbanda", cujos conceitos foram anteriormente apresentados na obra "Umbanda Sua Eterna Doutrina". O conhecimento aqui exposto deixou impressões inapagáveis no movimento umbandista.

### Umbanda do Brasil(1969)[13]
Em 1969 Matta e Silva pública o livro "Umbanda do Brasil", uma síntese das sete obras anteriores que revela aspectos profundos do "Movimento Umbandista", resultado dos vários anos de militância em seu meio.
Este livro ressalta os fundamentos da Umbanda, muito além do que a mentalidade da maioria conseguia alcançar e absorver, descortinando o conceito da chamada “Queda dos Anjos” e revelando a "Cruz Triangulada".
Apresenta as raízes históricas, míticas e místicas da Umbanda; as fusões e as misturas ocorridas; a origem real, científica, histórica e pré-histórica da palavra Umbanda; a forma de apresentação dos espíritos em nossos terreiros; a diferença entre o médium umbandista (pai de santo) e o médium espírita; define a Lei de Salva; ensina rituais de amacy, oferendas, e muitos outros assuntos de interesse aos estudiosos dos verdadeiros fundamentos de Umbanda, com seus mistérios e em sua real pureza.
Na introdução desse livro Matta e Silva define a classificação em graus, de cada obra, facilitando o estudo para iniciandos e iniciados, eis que são:
1º grau – "Mistérios e Práticas da Lei de Umbanda"
2º grau – "Lições de Umbanda (e quimbanda) na palavra de um “preto-velho”."
3º grau – "Segredos da Magia de Umbanda e Quimbanda"
4º grau – "Umbanda e o Poder da Mediunidade"
5º e 6º grau – "Umbanda de Todos Nós"
7º grau – "Sua Eterna Doutrina" e "Doutrina Secreta da Umbanda"

### Macumbas e Candomblés na Umbanda(1970)
No ano de 1970 Matta e Silva lançou sua última obra intitulada "Macumbas e Candomblés na Umbanda", com o objetivo único de documentar o que ficou em matéria de sobrevivência religiosa, mítica e ritualística dos cultos africanos no Brasil, ainda conservado nos terreiros.
Ilustrado com dezenas de fotografias, retrata as raízes históricas e populares da Umbanda e os cultos afro-brasileiros, expondo a diversidade existente na ritualística dos cultos umbandistas. 
Fornece uma análise das origens e aculturação do elemento africano no Brasil, bem como da influência dos ritos ameríndios no estabelecimento de cultos modernos.
A obra teve sua 2ª e última edição em 1977, pela Livraria Freitas Bastos. Embora os relatos de algumas pessoas informando que sua família não permitiu a reedição do livro, na verdade foi o próprio Matta e Silva quem não quis mais reeditar a obra.
Matta e Silva escreveu ainda mais duas obras, nunca publicadas. Vide comentário abaixo, retirado do livro "Umbanda e Quimbanda na Palavra de um Preto Velho":
"(...) Outrossim, tínhamos prometido sair com duas obras: uma versando sobra a indústria da umbanda e a outra, com o nome de Çakala – a filosofia do Oculto.
Praticamente ficaram prontas, isto é, a primeira, nós a destruímos, obedecendo tão-somente às ordens de Cima, do Astral, embora que, por nossa vontade, sairia. A outra vai demorar um pouco, pois a sua oportunidade nos foi aconselhada, tendo em vista a assimilação de “Sua Eterna Doutrina” – que fixa os postulados da Lei de Umbanda, definindo seus aspectos filosóficos, científicos, religioso, e que penetra ainda no âmbito da metafísica – assimilação essa que está ainda se processando lentamente.

## Cônjuges
Sua primeira esposa foi a Sra. Carolina Correa da Matta e Silva, conhecida também por Dona Loló. Com a Sra. Carolina teve um casal de filhos: Ubiratan (nascido em 4 de abril de 1945 e falecido em 27 de junho de 2007), e Elua (nascida em 20 de novembro de 1952).
Considerada uma ótima médium, Dona Loló servia como aparelho mediúnico do "Caboclo Ogum Yara", "Tia Chica de Angola", "Damião", "Caboclo Ubiratan", "Exu Marabô", entre outras Entidades Espirituais.
Matta teve mais duas esposas, a segunda Dona Salete, com quem se casou na Igreja Católica Brasileira, recebendo posteriormente uma bênção especial na Umbanda. Carinhosamente chamada de Mãe Salete, ela foi "Mãe Pequena" para muitos dos posteriores "filhos-de-fé".
Sua terceira esposa foi Terezinha, conhecida também por Dona Nenê.

## Falecimento
Na madrugada de 17 de abril de 1988, após uma Gira pública, mestre Matta passou mal e foi levado para o Hospital Cardoso Fontes em Jacarepaguá, onde faleceu após algumas horas.